# Vitsands kyrka
Vitsands kyrka är en kyrkobyggnad som tillhör Vitsands församling i Karlstads stift. Kyrkan ligger intill sjön Övre Brocken vid vägen mellan Torsby och Nyskoga.

## Kyrkobyggnaden
Nuvarande kyrka ska enligt uppgifter ha föregåtts av en medeltida träkyrka eller ett pilgrimskapell som låg några kilometer söder om nuvarande kyrkplats. Ännu på 1700-talet skall rester av denna kyrka ha varit synliga ovan jord.
Vitsands kyrka är en korskyrka i klassiserande stil som uppfördes 1822-1823. Kyrkan är byggd av timmer och består av långhus med rakt avslutat kor i öster. I väster finns ett kyrktorn med lanternin och kupol. Korsarmar sträcker sig ut åt norr och söder.
Ytterväggarna är klädda med stående vitmålad profilerad lockpanel. Det korsformade sadeltaket är belagt med skiffer.

## Inventarier
- Predikstolen i renässansstil med åttakantig korg är byggd av ek och bär årtalet 1669. Predikstolen är en gåva från Fryksände kyrka
- I korets södra del står en åttakantig dopfunt av trä från 1920-talet.
- Altaruppsatsen är från 1937. Tillhörande altartavla är målad av Olle Hjortzberg och har motivet "Jesus talar".
- Orgelfasaden från 1859 är målad i grönt och har förgyllda ornament.

### Orgel
- 1859 byggdes en orgel av E A Setterquist med 7 stämmor.
- 1937 byggde Nordfors & Co i Lidköping en pneumatisk orgel. Den har fasta och fria kombinationer och automatisk pedalväxling. Fasaden är från 1859 års orgel.

| Manual I       | Manual II       | Pedal      | Koppel   |
| Borduna 16’    | Fugara 8’       | Subbas 16’ | I/P      |
| Principal 8’   | Eolin 8’        | Borduna 8’ | II/P     |
| Gedackt 8’     | Voix celeste 8’ |            | II/I     |
| Oktava 4’      | Gemshorn 4’     |            | I 4'/I   |
| Flöjt 4’       | Nasard 2 2⁄3'   |            | II 16'/I |
| Rauschkvint 2' | Blockflöjt 2'   |            | II 4'/I  |
|                |                 |            | II 4'/P  |